# برونو (كاهن كاثوليكي)
برونو (بالألمانية: Bruno von Würzburg)‏ هو كاهن كاثوليكي ألماني، ولد في 1005، وتوفي في 27 مايو 1045 في Persenbeug-Gottsdorf ‏ في النمسا.